# Osmelia gardneri
Osmelia gardneri är en videväxtart som beskrevs av Thw.. Osmelia gardneri ingår i släktet Osmelia och familjen videväxter. Inga underarter finns listade i Catalogue of Life.